# Pappersmassa

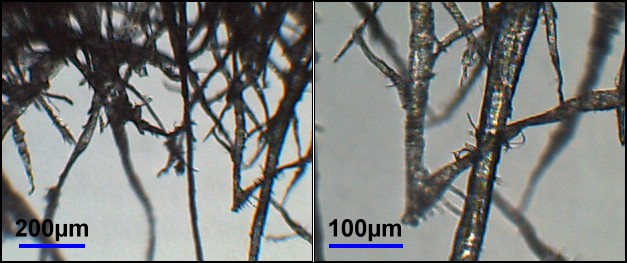
Fibrer i pappersmassa

Pappersmassa är den huvudråvara som används vid pappersframställning. Pappersmassa framställs idag främst av trävirke, så kallad massaved. (Returpapper har kommit att spela en allt större roll som råvara för papperstillverkning, men man måste härvid skilja mellan pappersmassa (färskmassa) respektive returfiber. Färskmassa är en nödvändighet för ett antal pappersprodukter, men också nödvändigt för att förse marknaden med tillräckligt med fiber för returfiberåtervinningen.) För vissa specialpapper som till exempel sedelpapper och tepåsepapper används annan typ av växtråvara såsom bomulls- och linnefiber respektive abacafiber och processerna för hantering av dessa råvaror skiljer sig mycket från normal massatillverkning.
Pappersmassa framställs industriellt i stor skala i massa- och pappersindustri. Pappersmassans egenskaper beror på tillverkningsmetod, men massan består alltid av separerade fibrer eller fiberdelar, som kan bilda ett nätverk med hjälp av vätebindningar mellan fibrerna i papperet. Man skiljer mellan mekaniska massor med högt utbyte, halvkemiska massor, kemiska massor (oblekta eller blekta) och dissolvingmassor med lägst utbyte.
Den mekaniska pappersmassan tillverkas genom mekanisk separering av fibrerna med hjälp av så kallade raffinörer (och fortfarande till viss del med hjälp av slipstenar för slipmassaframställning). En huvudprodukt bland de mekaniska massorna är termomekanisk massa (TMP, thermomechanical pulp) för tidningspappersframställning. Genom viss kemisk förbehandling av veden kan andra egenskaper erhållas än för rent mekaniska massor och man inkluderar kemimekaniska massor (CTMP, chemi-thermomechanical pulp) i gruppen mekaniska massor. Mekaniska massor innehåller i princip alla vedens beståndsdelar (med mindre kemisk modifiering) varför utbytet blir högt, oftast över 90%.
Den kemiska pappersmassan tillverkas genom att man kemiskt, vid hög temperatur, bryter ner och löser ut vissa komponenter ur veden, speciellt lignin, och fibrerna frigörs härigenom från varandra med minimal mekanisk insats. Kemisk massa har låg ligninhalt och består till största delen av cellulosa och hemicellulosa. Utbytet för kemiska massor är oftast under 55%, under 50% för massor som bleks.

## Tillverkning

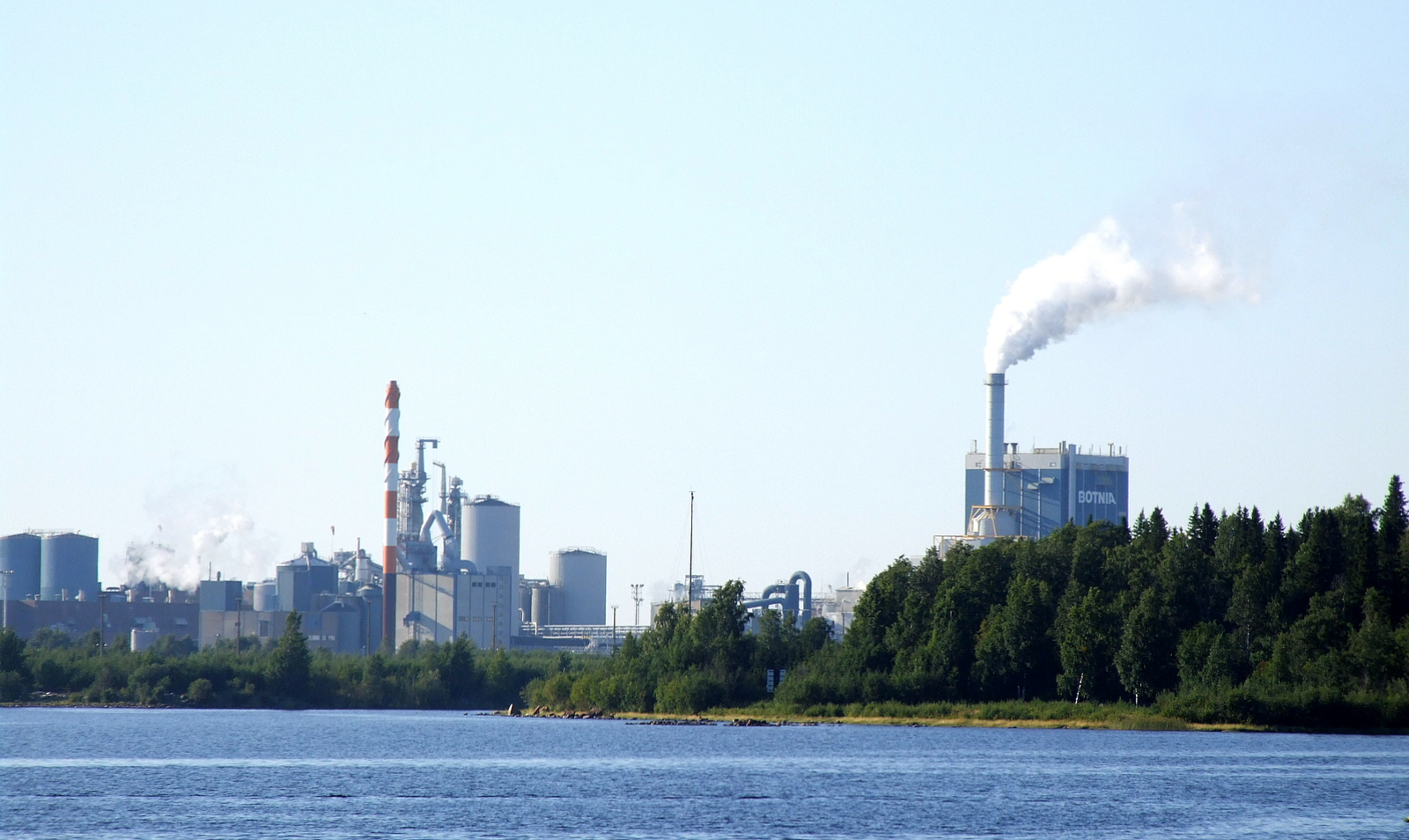
Sulfatmassabruk i Kemi, Finland

Pappersmassa tillverkas i flera steg:
1. Först avbarkas massaveden. Det görs oftast i en barkningstrumma som kan vara tiotals meter lång och väga hundratals ton.
2. Veden består till största delen av cellulosafibrer som hålls ihop av lignin. Längden på fibrerna påverkar papperskvalitén och skiljer sig åt mellan trädslagen: barrträdsfibrerna håller längd på 3–5 millimeter medan lövträdens cellulosafibrer är knappt hälften så långa. För att man ska kunna göra papper av veden måste fibrerna friläggas från varandra så att de senare, på ett planmässigt sätt, ska kunna återföras i det nätverk som bildar själva papperet. Fibrerna kan friläggas på en rad olika sätt:
  - Veden kan malas ner och sedan lösas upp i vatten. Då erhålls en mekanisk massa, vilken är användbar för pappersprodukter som inte kräver hög styrka, till exempel dagstidningspapper. Det finns flera varianter av mekanisk massa. I en process används vattenånga, höga temperaturer och övertryck, vilket ger termo-mekanisk massa (TMP), medan en annan utnyttjar natriumsulfit i kombination med värme, vilket ger kemisk-termomekanisk massa (CTMP). Gemensamt för papper gjorda av mekanisk massa är att de tenderar att gulna med tiden eftersom vedens lignin aldrig avskiljs från massan utan ingår som bindningsmaterial i det färdiga papperet. Rent generellt är CTMP starkare än TMP vilket i sin tur är starkare än vanlig mekanisk massa.
  - Kemisk massa produceras genom att träflis och kemikalier blandas och kokas i stora tryckkärl. Processen innebär att vedens lignin som håller ihop cellulosafibrerna löses upp utan att träfibrerna bryts sönder. Ligninet och andra upplösta delar av veden avskiljs från massan, torkas och används som bränsle i processen. Processkemikalierna återvinns. För framställning av kemisk massa finns det åtminstone två olika processer - sulfit- och sulfatprocessen. Kemisk massa är starkare och renare än mekanisk och särskilt sulfatmassa används för finpapper och så kallat kraftpapper som används till säckar och papperskassar. Av sulfitmassan gör man främst tidningspapper, finpapper och täta papper som smör- och bakpapper, men processen har nästan totalt konkurrerats ut av sulfatprocessen. Kemisk massa kan också blandas med mekanisk i olika proportioner vilket gör det möjligt att tillverka papper med ett brett spektrum av egenskaper.
  - Massa kan också framställas av återvunnet papper och kartong. Massa med stort inslag av returfibrer används oftast till kartonger, tidningspapper och sanitärpapper. Returfibrer kan aldrig helt ersätta färska fibrer från skogsråvara eftersom fibrerna slits ner för varje återvinningscykel och får allt sämre kvalitet.
3. Efter att veden lösts upp är det möjligt att bleka pappersmassan så att vitt papper senare kan framställas. Tidigare användes klor till blekningen, numera används i huvudsak mer miljövänliga alternativ som syre, ozon, väteperoxid och klordioxid.
4. Efter blekningen kan pappersmassan antingen direkt pumpas till en pappersmaskin, som formar och torkar massan till olika typer av papper, eller torkas in till balar och avsättas på den internationella marknaden för pappersmassa.

## Historia
Att göra papper från träfibrer utvecklades under mitten av 1800-talet för att möta den ökade efterfrågan på papper. Tidigare användes textillump och fiber från lin och en del andra långfibriga växter. Begränsad tillgång på dessa råvaror ledde till experiment med att utnyttja vedfibrer.
Runt år 1840 utvecklade tysken Friedrich Gottlob Keller slipprocessen, där ved slipas mot stora slipstenar, varvid vedfibrerna mekaniskt frigörs från veden. Denna tillverkningsmetod resulterar i det som idag kallas för mekanisk pappersmassa.
Från 1850 utfördes experiment med att behandla vedflis eller sågspån med kemikalier under förhöjt tryck vid temperaturer mellan 140 och 170 °C bland annat av amerikanen Benjamin Chew Tilghman, svensken Carl Daniel Ekman och den tyske kemisten Alexander Mitscherlich gällande den sura sulfitprocessen, av amerikanerna Hugh Burgess och Charles Watt gällande den alkaliska s.k. sodaprocessen (egentligen med natriumhydroxid som aktiv kemikalie) och av tysken Carl F. Dahl gällande den alkaliska sulfatprocessen. Detta ledde till att olika kemiska processer kunde användas för att tillverka pappersmassa med låga ligninhalter, vilket gav starkare papper.
År 1913 fanns i Sverige 168 fabriker för tillverkning av pappersmassa och 73 fabriker för tillverkning av papp och papper. Den kemiska massan var vid denna tid omkring dubbelt så dyr som den mekaniska massan.